# Luncavița (okręg Tulcza)
Luncavița – wieś w Rumunii, w okręgu Tulcza, w gminie Luncavița. W 2011 roku liczyła 3432 mieszkańców.